# The N.W.A Legacy, Vol. 1: 1988-1998
The N.W.A. Legacy, Vol. 1: 1988-1998 é uma compilação de várias faixas do grupo de gangsta rap e faixas solo dos membros Arabian Prince, Ice Cube, Eazy-E, Dr. Dre, MC Ren e DJ Yella.
A RIAA certificou o álbum com Ouro em 13 de novembro de 1999 e posteriormente Platina, em 30 de setembro de 2002.

## Faixas
Disco 1
1. "Straight Outta Compton" (N.W.A) – 4:26
2. "Boyz-N-Tha Hood [Remix]" (Eazy-E) – 6:23
3. "It Was a Good Day [Remix]" (Ice Cube) – 4:31
4. "Dead Homiez" (Ice Cube) – 3:57
5. "Steady Mobbin'" (Ice Cube) – 4:13
6. "Guerillas in Tha Mist" (Da Lench Mob) – 4:27
7. "Westside Slaughterhouse" (Mack 10) – 5:00
8. "Bow Down" (Westside Connection) – 3:30
9. "The Gangsta, the Killa and the Dope Dealer" (Westside Connection) – 4:13
10. "Only in California" (Mack 10) – 4:43
11. "Nothin' But the Cavi Hit" (Mack 10) – 4:05
12. "Color Blind" (Ice Cube) – 4:31
13. "Final Frontier" (MC Ren) – 4:10
14. "She's Got A Big Posse" (Arabian Prince featuring That Guy) - 5:20

Disco 2
1. "Westsyde Radio Megamix" (N.W.A) – 14:47
2. "We Want Eazy" (Eazy-E) – 5:02
3. "Trust No Bitch" (Penthouse Players Clique) – 5:03
4. "Fuck tha Police" (N.W.A) – 5:48
5. "Alwayz Into Somethin'" (N.W.A) – 4:26
6. "No One Can Do It Better" (The D.O.C.) – 4:52
7. "California Love" (2Pac featuring Dr. Dre) – 4:47
8. "Keep Their Heads Ringin'" (Dr. Dre) – 5:07
9. "Let Me Ride" (Dr. Dre) – 4:23
10. "Natural Born Killaz" (Ice Cube & Dr. Dre) – 4:53
11. "Murder Was the Case [Remix]" (Snoop Dogg) – 4:22
12. "In California" (Daz Dillinger) – 5:10
13. "It's A Dope Thang" (Arabian Prince) - 3:07
14. "Tha Last Song" (Above the Law) – 6:20

## Paradas musicais
| Parada                                | Posição topo |
| ------------------------------------- | ------------ |
| U.S. Billboard 200                    | 77           |
| U.S. Billboard Top R&B/Hip-Hop Albums | 42           |